# إزنيل آملين
إزنيل آملين (بالفرنسية: Isnelle Amelin)‏ المولودة باسم «باريت» (1907–1994)، نسويّة فرنسيّة، ناشطة في مجال حقوق المرأة، كانت تعمل في بنك في الجزيرة الفرنسية «ريونيون Réunion» – من أقاليم ما وراء البحر الفرنسية–، ويرتبط اسمها بدورها الهام الذي لعبته في تأسيس الجناح اليساري للاتحاد النسائي في ريونيون، ولكونها من نقابة العمّال وعضوة في الاتحاد العام للعمل (CGT)، قامت بتأسيس النقابة العامة للعاملين في البنوك والتجارة عام 1945م، وهي ذات السنة التي انتُخبت فيها كواحدة من أوائل النساء اللواتي خدمن المجلس البلدي في «سانت دوني Saint-Denis» – العاصمة الإدارية لجزيرة ريونيون.
واصلت «إزنيل آملين» دعمها السياسي للحزب الشيوعي حتّى أُصيبت إصابة بالغة في محاولة منها لحماية صندوق الاقتراع من المُسلّحين اليمينيين في الانتخابات التشريعية في عام 1956م. تولّت منصب رئاسة الاتحاد النسائي في ريونيون حتى وفاتها عام 1994.

## السيرة الذاتية
وُلدت «إيزنيل» في 14 سبتمبر/أيلول 1907 في سان لوي –الواقعة في الجانب الغربي من جزيرة ريونيون، كان والدها الحِراجيّ الفرنسي «آيمي ليوبولد باريت» ووالدتها «يوجيني جاسبار»، درست في المدارس الكاثوليكية الخاصة، وحصلت فيها على الشهادة الابتدائية، وعندما بلغت الخامس والعشرين من العمر، فقدت والديها وإخوتها الستة لعدم قدرتهم على تحمّل نفقات العلاج، وقد توفّوا جميعًا إثر مرض الملاريا أو السل في عام 1941م، تزوّجت من «راؤول آملين مفتش الشرطة والمناصر للشيوعية.
أصبحت عضوًا فاعلًا في الاتحاد العام للعمل (CGT) وذلك بتشجيع من زوجها راؤول، وكونها موظفة في البنك، قامت بتأسيس النقابة العامة للعاملين في البنوك والتجارة، حيث تولّت فيه منصب الأمين العام في الفترة الواقعة بين 1945م حتى 1955م. وقد شاركت في الانتخابات البلديّة لعام 1945م بصفتها عضوًا في اللجنة الجمهورية للعمل الديمقراطي والاجتماعي CRADS (Comité Républicain d’Action Démocratique et Social) لتفوز بمقعد في المجلس البلدي لمدينة «سانت دوني» حتى عام 1958م ولفترة ثانية من عام 1958م حتى 1964م. وقد أمست أيضًا أول رئيسة للفرع المحلي للاتحاد الشيوعي للمرأة الفرنسية (UFF) في عام 1946م.
في عام 1952م وأثناء فترة تولّيها للاتحاد العام للعمل (CGT)، قامت بافتتاح حضانة لعمّال المنازل، وألقت دعمها على أنشطة النقابة العمالية، واتحاد خدَم المنازل وعمّال الغسيل، كما أيّدت المُنَاضلة لإنهاء الاستعمار الحاصل في «ريونيون»، وخلال الانتخابات التشريعية عام 1956م، أٌصيبت بجروح بليغة على أيدي النُشطاء اليمينيين أثناء حمايتها لصناديق الاقتراع. ونتيجة لنشاطاتها التي اعتبرت تخريبية، أُجبرت «إيزنيل» على التقاعد عندما كانت بعمر 48 عامًا فقط.
غير أنّ «إيزنيل» استمرّت بمزاولة عملها كناشطة في مجال حقوق المرأة في الاتحاد النسائي في ريونيون وللاتحاد الشيوعي للمرأة الفرنسية (UFF) حيث شغلت منصب الرئيس لبقيّة حياتها. توفّيت «إيزنيل آملين» في «سانت دوني» في 4 فبراير/شباط 1994 وهي تبلغ من العمر 86 عامًا إثر مرضٍ أصيبت به قبل عامين أثناء تأديتها لعملٍ إنسانيّ في مدغشقر.